# 卡多雷地区洛佐
卡多雷地区洛佐（義大利語：Lozzo di Cadore）是意大利威尼托大区贝卢诺省的一个市镇。总面积30平方公里，人口1562人，人口密度52.1人/平方公里（2009年）。国家统计（ISTAT）代码为025033。